# 仙台市立大沢小学校
仙台市立大沢小学校（せんだいしりつ おおさわしょうがっこう）は、宮城県仙台市青葉区芋沢にある公立小学校。2021年の児童数は262人、11学級、教職員25人。
1873年に芋沢小学校（いもざわしょうがっこう）として設けられ、1889年に大沢小学校に改称した。

## 歴史
芋沢では、江戸時代の安政年間から1873年まで菊地助一郎が寺子屋で子供たちを教えていた。
1873年（明治6年）6月30日に、芋沢村を第7大学区第1中学区第19小学区として、学制にもとづく芋沢小学校が開校した。開校時の校長心得は菊地清一で、生徒は75人いた。学校ははじめ長泉寺に置かれ、1881年（明治14年）に、宇那禰神社の旧道場を校舎にした。
芋沢村は面積が広く、小学校の位置はその中で北東に偏っていたので、創立の翌1874年に赤坂に川前分教場を置いた。西隣の大倉村には、芋沢小と同じ年に大倉小学校が設立された。1889年4月に芋沢村と大倉村が合併すると、芋沢尋常小学校を大沢尋常小学校と改称し、大倉尋常小学校はその分教場（分校）になった。大倉小学校は1898年に再び独立した小学校になった。川前分教場は、1885年から1887年に分立してからまた分教場になったが、1941年に再び分離して、川前小学校になった。分教場のまま推移したのは芋沢の南東部に置かれた大竹分教場と、南西部に置かれた苦地分教場で、ともに1899年に設置された。大竹分校は1968年に廃止された。苦地分教場は、上川前分教場と改称してから川前小学校の分立のときにその下に付き、1969年に廃止された。
1886年（明治19年）の小学校令で、小学校が尋常小学校と高等小学校の2段階になった際、芋沢小学校は尋常小学校になった。1923年（大正12年）に高等科を併設した。1929年（昭和4年）7月に木造2階の校舎を作って現在地に移転した。当時の生徒数は445人であった。
第2次世界大戦中の1941年に、小学校の名を廃して国民学校と改めた。戦後の1947年に学校教育法によって小学校に戻った。同時に新しく設けられた大沢中学校は、しばらくの間大沢小学校の教室を使っていた。
1955年に251人、1975年に148人と生徒数は減少傾向にあったが、その後住宅団地の造成によって急増した。1974年に鉄筋コンクリート2階の校舎を新築した。1982年に鉄筋コンクリート3階の西校舎を増設し、これに1988年に東校舎を継ぎ足した。

### 年表
- 1873年（明治6年）7月1日 - 芋沢小学校開校。
- 1874年（明治7年）11月1日 - 赤坂に川前分教場を設置。
- 1873年（明治17年）8月9日 - 芋沢中初等学校に改称。
- 1885年（明治18年）5月 - 川前分教場が川前初等学校として分立。
- 1887年（明治20年）4月 - 芋沢尋常小学校と改称。川前初等学校を川前分教場として併せ置く。
- 1889年（明治22年）4月 - 大沢小学校と改称。大倉尋常小学校を大倉分教場として併せ置く。
- 1898年（明治31年）4月 - 大倉分教場が大倉尋常小学校として分立。
- 1899年（明治32年）8月1日 - 大竹に大竹分教場を置く。苦地に苦地分教場を置く。
- 1923年（大正12年）4月 - 高等科を設置して大沢尋常高等小学校に改称する
- 1929年（昭和4年）7月2日 - 新校舎での授業開始。
- 1940年（昭和15年）9月1日 - 校内に大沢青年学校の校舎を建てる。
- 1941年（昭和16年）4月1日 - 大沢国民学校と改称。
- 1947年（昭和22年）4月 - 大沢村立大沢小学校と改称。校内に大沢村立大沢中学校を開校。
- 1951年（昭和26年）4月1日 - 川前分教場が川前小学校として分立。苦地分教場は川前小の下に付ける。
- 1955年（昭和30年）2月 - 宮城村発足により、宮城村立大沢小学校に改称。
- 1963年（昭和38年）11月3日 - 宮城村が町になったため、宮城町立大沢小学校に改称。
- 1966年（昭和41年）12月5日 - 体育館の完成。
- 1968年（昭和43年）4月9日 - 大竹分校を廃止。
- 1982年（昭和57年）1月 - 鉄筋コンクリート3階の西校舎を増設。
- 1987年（昭和62年） - 宮城町が仙台市に編入されたため、仙台市立大沢小学校と改称。
- 1988年（昭和63年）3月 - 西校舎の隣に鉄筋コンクリート3階の東校舎と新しい体育館が完成。

## 統計
| 西暦年 | 元号年   | 生徒数 | うち男子 | うち女子 | 教職員数 | 学級数 |
| ------ | -------- | ------ | -------- | -------- | -------- | ------ |
| 1873年 | 明治 6年 | 76     | 75       | 1        | 2        | -      |
| 1929年 | 昭和 4年 | 445    | -        | -        | -        | -      |
| 1955年 | 昭和30年 | 251    | 137      | 114      | 8        | 6      |
| 1956年 | 昭和31年 | 273    | 150      | 123      | 8        | 6      |
| 1957年 | 昭和32年 | 275    | 151      | 124      | 9        | 7      |
| 1958年 | 昭和33年 | 278    | 148      | 130      | 9        | 7      |
| 1959年 | 昭和34年 | 292    | 159      | 133      | 9        | 7      |
| 1960年 | 昭和35年 | 267    | 137      | 130      | 9        | 7      |
| 1961年 | 昭和36年 | 270    | 129      | 141      | 9        | 7      |
| 1962年 | 昭和37年 | 255    | 130      | 125      | 9        | 7      |
| 1963年 | 昭和38年 | 249    | 121      | 128      | 10       | 8      |
| 1964年 | 昭和39年 | 222    | 110      | 112      | 9        | 7      |
| 1965年 | 昭和40年 | 196    | 92       | 104      | 9        | 7      |
| 1966年 | 昭和41年 | 195    | 87       | 108      | 8        | 6      |
| 1967年 | 昭和42年 | 183    | 90       | 93       | 9        | 7      |
| 1968年 | 昭和43年 | 194    | 100      | 94       | 9        | 7      |
| 1969年 | 昭和44年 | 202    | 105      | 97       | 9        | 7      |
| 1970年 | 昭和45年 | 188    | 93       | 95       | 9        | 7      |
| 1971年 | 昭和46年 | 181    | 93       | 88       | 9        | 7      |
| 1972年 | 昭和47年 | 166    | 88       | 78       | 9        | 7      |
| 1973年 | 昭和48年 | 152    | 76       | 76       | 9        | 7      |
| 1974年 | 昭和49年 | 162    | 76       | 86       | 9        | 7      |
| 1975年 | 昭和50年 | 148    | 77       | 71       | 9        | 7      |
| 1976年 | 昭和51年 | 156    | 75       | 81       | 9        | 7      |
| 1977年 | 昭和52年 | 157    | 80       | 77       | 9        | 7      |
| 1978年 | 昭和53年 | 179    | 100      | 79       | 9        | 7      |
| 1979年 | 昭和54年 | 218    | 119      | 99       | 9        | 7      |
| 1980年 | 昭和55年 | 266    | 145      | 121      | 14       | 10     |
| 1981年 | 昭和56年 | 328    | 167      | 161      | 16       | 12     |
| 1982年 | 昭和57年 | 392    | 207      | 185      | 17       | 12     |
| 1983年 | 昭和58年 | 444    | 232      | 212      | 17       | 12     |
| 1984年 | 昭和59年 | 496    | 248      | 248      | 19       | 13     |
| 1985年 | 昭和60年 | 525    | 268      | 257      | 19       | 14     |
| 1986年 | 昭和61年 | 574    | 297      | 277      | 21       | 16     |
| 1987年 | 昭和62年 | 588    | 291      | 297      | 22       | 17     |
| 2021年 | 令和3年  | 262    |          |          | 11       | 25     |

1873年の数値は『宮城町誌』本編（改訂版）413頁、1929年は414頁、1955年から1968年は419頁による。1969年から1987年は『宮城町誌』続編283頁による。2021年は5月1日の数で、『教育要覧　仙台』、2021年、11頁による。

## 主な出身者
- 熊谷駿（プロサッカー選手）[4]

## 進学先中学校
地域の公立学校への進学の場合、仙台市立大沢中学校へ進学する。